# 筑紫野市立山家小学校
筑紫野市立山家小学校（ちくしのしりつやまえしょうがっこう）は、福岡県筑紫野市にある公立小学校。
1875年（明治8年）4月開校。

## 所在地
- 福岡県筑紫野市大字山家4341